# Station Polesworth
Polesworth is een spoorwegstation van National Rail in North Warwickshire in Engeland. Het station is eigendom van Network Rail en wordt beheerd door West Midland Trains. 